# Geschiedenis van Israël
De staat Israël, niet te verwarren met het Koninkrijk Israël (930-722 v.Chr.), werd in 1948 na de Tweede Wereldoorlog gesticht. Na de oprichting van de Zionistische Wereldorganisatie eind 19de eeuw en met name nadat de Britten het mandaat over Palestina hadden verkregen, emigreerden steeds meer mensen van Joodse afkomst vanuit allerlei landen naar Palestina. De grootste zionistische immigratiegolf vond plaats in 1949, na het uitroepen van de zelfstandige Joodse staat Israël. Eind april 2020 woonde 47% van alle Joden in de wereld in Israël, van wie 43% zichzelf als seculier beschouwt. Onder religieuze joden neemt het percentage ultra-orthodoxen langzamerhand toe door hun naar verhouding hogere geboortecijfer. Zo'n 21% van de Israëlische bevolking is Arabisch; dit zijn onder meer moslims, christenen, druzen en bedoeïenen.

## Voorgeschiedenis
In de 19e eeuw ontstond onder seculiere Joden van Oost-Europa het zionisme, wat een antwoord was op de voortdurende antisemitische vervolgingen waaraan Joden in Europa blootstonden. Het zionisme was sterk geïnspireerd door etnisch nationalisme en de romantiek, stromingen die gedurende de 19e eeuw in zwang waren. De ontwikkelingen begin 20ste eeuw in landen in Oost-Europa, waaronder de Russische Revolutie, het uitbreken van de Russische Burgeroorlog en de gebeurtenissen die leidden tot de Eerste Wereldoorlog, gaven voeding aan deze ideologie. Als locatie voor dit zionistische project werd na andere overwegingen gekozen voor de regio Palestina, aangezien men dit zag als de geboortestreek van het jodendom.
Tijdens de Eerste Wereldoorlog, in 1916, werd tussen westerse landen het Sykes-Picotverdrag overeengekomen waarin door westerse landen afspraken werden gemaakt over de verdeling van het Midden-Oosten wanneer het Ottomaanse Rijk zou zijn verslagen. In de Balfour-verklaring in 1917 zegde het Verenigd Koninkrijk steun toe bij het tot stand brengen van een tehuis voor Joden in Palestina, wat in het Mandaatgebied Palestina zou worden gerealiseerd. Vanwege de Russische Revolutie en de opkomst van het nationaalsocialisme in Duitsland vertrokken vele Joden uit Europa naar het Palestijnse Mandaatgebied, maar velen ook naar de Verenigde Staten.
In 1947 werd door de VN een Verdelingsplan voor het Mandaatgebied opgesteld. Ondanks het feit dat daarover tussen de zionistische en Arabische leiders geen overeenkomst was bereikt, werd door de zionistische leiders eenzijdig de staat Israël uitgeroepen, waarna de Arabisch-Israëlische Oorlog van 1948 uitbrak.

## Israëlische onafhankelijkheidsverklaring 14 mei 1948

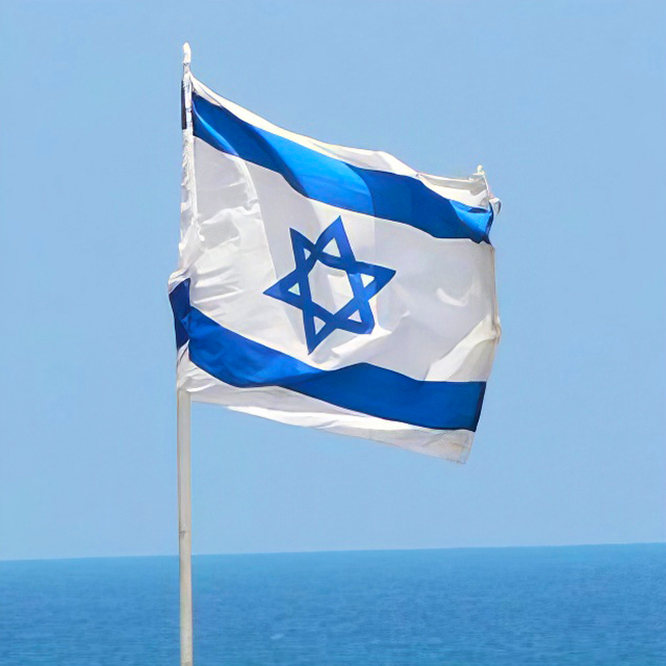
Vlag van Israël

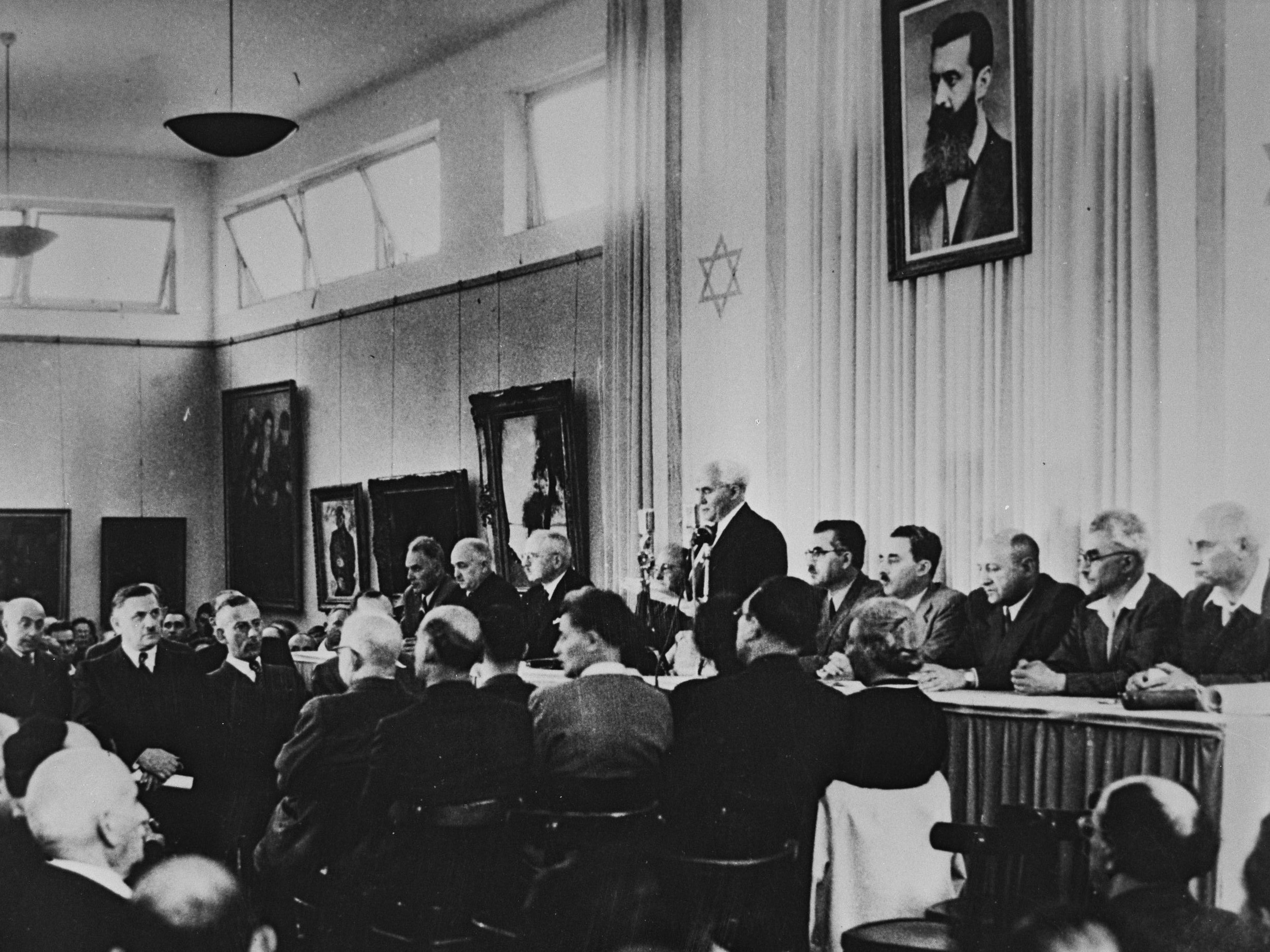
David Ben-Goerion roept de staat Israël uit op 14 mei 1948 in Tel Aviv. Op de achtergrond het portret van Theodor Herzl.

Op 15 mei 1948 liep het Britse mandaat voor Palestina af. In anticipatie hierop riep het Jewish Agency een dag eerder de staat Israël uit. De Amerikaanse president Truman erkende Israël binnen een half uur; de formele erkenning zou tot 1949 op zich laten wachten. De Sovjet-Unie en vrijwel al haar satellietstaten alsook Zuid-Afrika en Ierland erkenden Israël vrijwel meteen. Tsjecho-Slowakije had in april 1948 grootscheeps wapens aan de zionistische troepen geleverd die de komende strijd tussen Joden en Arabieren in het voormalige Mandaatgebied Palestina mede zouden beslissen.

## Pan-Arabische invasie 15 mei 1948 en daaropvolgende oorlog
Direct na beëindiging van het Britse mandaat vielen 23.500 soldaten uit vijf Arabische landen (Egypte met onder meer Gamal Abdel Nasser als officier, Jordanië, Irak, Syrië en Libanon met vrijwilligers uit Soedan) de nieuwe staat aan.
De Arabisch-Israëlische Oorlog van 1948 (door Israël ook wel Onafhankelijkheidsoorlog genoemd) werd een feit. Israël had weliswaar nog geen officieel leger − het Israëlisch defensieleger (IDF) werd pas na deze oorlog opgericht − maar beschikte over bewapende milities, zoals de Hagana, Lechi, Etzel en de Palmach. Tussen 1947 en 1949 waren wapens uit Europa gesmokkeld (Operation Balak) en in 1948 kreeg Israël belangrijke wapenleveranties uit Tsjecho-Slowakije. De weinige tanks die Israël weet te gebruiken zijn grotendeels buitgemaakt op de Arabieren. De Arabische landen zijn beter bewapend met het zwaar materieel voornamelijk afkomstig uit het Verenigd Koninkrijk (Egypte en Jordanië) en Frankrijk (Syrië).
De oorlogsdoelen van Israël waren: 1. overleven 2. zo ruim mogelijke en goed verdedigbare grenzen 3. zo min mogelijk Palestijnen binnen de grenzen, om politieke en militaire redenen (democratie met Joods overwicht, geen vijfde colonne binnen de grenzen). In de praktijk bleek het van lokale Israëlische commandanten af te hangen, of Palestijnsen mochten blijven (Morris, 1948). Sommige Palestijnse Arabieren, Druzen, streden aan de zijde van de Israëli's. De oorlogsdoelen van de Arabische legers, die niet onderling samenwerkten, waren 1. vernietiging van de staat Israël 2. verdrijving van de Israëli's (Morris, 1948).
De oorlog bestond uit verschillende perioden van strijd, onderbroken door staakt-het-vuren bevolen door de Verenigde Naties:
1. 15 mei - 11 juni 1948: Arabische legers vielen binnen, boekten successen - vooral het Jordaanse leger - maar werden tot staan gebracht door de Israëlische IDF. Het Egyptische leger kwam tot staan bij Isdud, ten zuiden van Tel Aviv. Libanon stuurde geen soldaten, Syrië boekte enkele kleine successen in Galilea, terwijl de Irakezen rond Jenin met moeite standhielden.
2. 11 juni - 9 juli 1948: Eerste wapenstilstand. De VN kondigde een wapenembargo af voor alle partijen. Alleen Israël wist dit te ontduiken en ging zodoende versterkt de volgende periode in, terwijl ook de organisatie en omvang van de IDF verbeterd was. De andere strijdende partijen kregen tekort aan munitie.
3. 8 juli - 18 juli 1948: de Tien Dagen: Egypte schond het bestand op 8 juli en viel aan, een dag voor het einde. Israël veroverde onder meer Nazareth, Lydda en Ramla, maar slaagde er niet in de Syriërs uit het noorden te verdrijven.
4. 18 juli - 15 oktober 1948: Tweede wapenstilstand, waarin Israël toch gebieden ten zuiden van Haifa en Tel Aviv wist te bezetten. De VN-bemiddelaar Folke Bernadotte werd vermoord door de Joodse terreurgroep Lechi, onder leiding van de latere premier Shamir. Israël weerhield de Palestijnse vluchtelingen bij wet om terug te keren.
5. 15 oktober - 4 november 1948: Israël veroverde Beersheba en daarmee de Negev-woestijn op het Egyptische leger, dat terug werd gedreven tot in de Gazastrook. In het noorden werd de rest van Galilea veroverd op de Syriërs en de Arab Liberation Army. Vele burgers kwamen om tijdens de strijd. (zie Morris, 1948).
6. november - december 1948: in een laatste ronde gevechten bezette Israël een strook van Zuid-Libanon en bezette tijdelijk Egyptisch gebied, totdat Groot-Brittannië en de VS protesteerden. Israël zond twee expedities naar de Golf van Aqaba en bemachtigde een uitgang naar de Rode Zee.

Israël had gewonnen en ongeveer 4500 soldaten en 1500 burgers (1% van Israëls bevolking) hadden hun leven verloren. De Arabische legers waren vooral teruggeslagen en Israël had ruim 500 van de 800 Palestijnse dorpen en steden veroverd, die daarna met de grond gelijk waren gemaakt. De oorlog en hun verdrijving wordt door Palestijnen omschreven als de Al-Nakba (de Ramp). De massale verdrijving van Palestijnen wordt door historici over het algemeen gezien als een etnische zuivering.
In 1949 werden wapenstilstanden (geen vredesakkoorden) afgesloten tussen enerzijds Israël en anderzijds de Arabische landen, uitgezonderd Irak, dat formeel nog steeds op voet van oorlog verkeert met Israël. Staatshoofden die later vrede probeerden te sluiten - koning Abdullah van Jordanië en Anwar Sadat van Egypte - werden vermoord.
Israël had aan het eind van de oorlog Palestijns grondgebied in handen dat 22% groter was dan wat oorspronkelijk door de VN aan een Joodse staat zou worden toegekend. Zevenhonderdduizend Palestijnen waren voor en tijdens de oorlog verdreven of gevlucht naar onder meer de Westelijke Jordaanoever, Gazastrook, Jordanië en Libanon, waar zij in vluchtelingenkampen terechtkwamen. Israël bood aan slechts een (klein) deel van de vluchtelingen terug te nemen.  Inmiddels vormen de gebleven Palestijnen zo'n 20% van de Israëlische bevolking (Morris, 1948, Pappe: A history of modern Palestine). De meerderheid van de burgers van Jordanië is van Palestijnse afkomst.
Uit veel landen in het Midden-Oosten migreerden, dan wel vluchtten vijf- tot zeshonderdduizend Joden naar Israël, enerzijds door de dreigende toespraken van onder andere Egyptische en Iraakse leiders en pogroms, anderzijds vanwege verdrijving en etnische zuiveringen op Joden in deze landen.
Op 11 december 1948 werd door de Algemene Vergadering van de Verenigde Naties resolutie 194 aangenomen waarin onder meer bepaald wordt dat de Palestijnse vluchtelingen die in vrede met hun buren willen leven het recht hebben om terug te keren naar hun huizen (Artikel 11). De terugkeer van de verdreven Palestijnen is echter door Israël in 1950 bij wet verhinderd.

## Lid van de Verenigde Naties
Op 11 mei 1949 verleende de Algemene Vergadering van de Verenigde Naties met resolutie 273 het lidmaatschap van de VN aan Israël als 59ste lidstaat. Daarbij accepteerde Israël de verplichtingen zoals die beschreven staan in het Handvest van de Verenigde Naties, met inachtneming van de implementatie van de resoluties 181 en 194. Bij de stemming hierover stemden 37 (westerse) staten voor, 12 (islamitische) staten tegen en 9 staten onthielden zich van stemming, waaronder Groot-Brittannië. Van 14 mei 1948 tot 11 mei 1949 werd Israël door 54 landen (voornamelijk niet-islamitische landen) erkend, waaronder 45 leden van de Verenigde Naties. Turkije erkende Israël in maart 1949. Nederland erkende Israël de facto in mei 1949, maar de jure pas in januari 1950.

## Wetgeving
In 1950 nam het Israëlische parlement, de Knesset, de Wet op de Terugkeer aan dat alle Joden, van waar ook ter wereld, het recht verschaft zich in Israël te vestigen. Dit maakte grootschalige immigratie van Joden uit Azië en Afrika mogelijk.
In hetzelfde jaar 1950 nam de Knesset de eerste van een reeks wetten aan die gaan over eigendom van afwezige eigenaren (WEAE). Internationaal bekend onder hun Engelse naam: Absentee's Property Law. Tijdens de Arabisch-Israëlische oorlog waren veel oorspronkelijke - Palestijnse - bewoners van het land verdreven en gevlucht; 531 van hun dorpen waren verwoest en 11 van hun wijken in steden waren ontvolkt.
In deze wetten eigende de Staat Israël zich juridisch hun eigendom toe. De eerste wet van 1950 is WEAE 5710, gevolgd in 1953 door de "Landverwervingswet 5713", de WEAE 5718 in 1958, de WEAE 5725 (van 1965), WEAE 5727 (1967) en WEAE 5733 (1973).
Deze eigendommen kwamen ten goede aan de vele joodse immigranten en aan instellingen als bv. het Joods Nationaal Fonds.
In 1952 werd de Wet op het staatsburgerschap aangenomen. Een Israëli – Jood of Palestijn – heeft niet de Israëlische nationaliteit (die bestaat niet),maar is Israëlisch staatsburger. Door deze wet werden alle Palestijnse inwoners van de staat Israël, die niet gevlucht of verdreven waren, Israëlisch staatsburger (Wat niet wegnam dat zij tot in 1966 onder militair bestuur zouden leven).

## Suez-crisis 1956
In 1956 breekt als gevolg van de Egyptische nationalisatie van het Suezkanaal de Suezcrisis uit hetgeen leidt tot een oorlog tussen Frankrijk, Groot-Brittannië en Israël enerzijds en Egypte anderzijds. Israël doet vooral mee omdat het politiek geïsoleerd is en op deze manier meer politieke en militaire steun hoopt te krijgen. Het land heeft bijvoorbeeld grote moeite om aan wapens te komen. Israël verovert in deze oorlog de Sinaï om zodoende de scheepvaart door het Suezkanaal naar de havenstad Eilat weer mogelijk te maken. Bij de wapenstilstand van 1957 bedingt Israël vrije doorvaart door het kanaal en de stationering van een VN-troepenmacht in de Gazastrook. Het Israëlische leger trekt zich terug uit de Sinaï en de Gazastrook. In 1964 wordt de Palestijnse Bevrijdingsorganisatie (PLO) opgericht. Het doel van de PLO is de vernietiging van de staat Israël en de vestiging van een Palestijnse staat in diens plaats. De internationale terreur tegen Israël en Joodse belangen buiten Israël intensiveert. Ook de internationale isolatie van de Joodse staat neemt toe, in bijvoorbeeld de VN waar Arabische landen en andere derdewereldlanden een machtsblok vormen en de Sovjet-Unie, die zich tijdens de Koude Oorlog van Israël, een Amerikaanse bondgenoot, afkeert.

## Zesdaagse Oorlog 1967

### Blokkade en troepenopbouw
In 1967 zoekt, en krijgt, de Egyptische president Gamal Abdel Nasser steun in de Arabische wereld voor zijn plannen om het Suezkanaal en de Golf van Akaba (Golf van Eilat) voor Israëlische scheepvaart te blokkeren. De blokkade, een daad van oorlog volgens internationaal recht, wordt door Israël als bedreigend ervaren. Nasser dwingt tevens de VN-vredestroepen, die sinds de Suezcrisis van 1956 op Egyptisch grondgebied in de Sinaï aanwezig waren om de partijen uit elkaar te houden, te vertrekken. Tevens vindt er een grote troepenopbouw plaats aan de Israëlische grens in Egypte, Jordanië en Syrië om Israël wederom binnen te vallen.

### Oorlog
In Israël bestaat de vrees voor een nieuwe Arabische invasie. Om deze voor te zijn gaat Israël op 5 juni 1967 over tot wat het beschouwt als een preventieve aanval ("pre-emptive strike") op Egypte en Syrië. Wat meespeelt bij deze beslissing is dat Israël zeer klein is en weinig ruimte heeft om terug te trekken alsmede de vrees dat een succesvolle Arabische invasie het einde van het land en de Joodse inwoners zou kunnen betekenen. De Zesdaagse Oorlog is een feit. Onder leiding van opperbevelhebber Yitzchak Rabin verovert het Israëlische leger in zes dagen de Sinaï, de Gazastrook en de Hoogten van Golan.
In een verrassingsaanval vroeg in de ochtend van 5 juni 1967 vernietigen Israëlische gevechtsvliegtuigen vrijwel de gehele Egyptische luchtmacht op de grond. Ook de luchtmacht van Syrië en Jordanië wordt grotendeels uitgeschakeld. Duizenden tanks worden buitgemaakt en hun bemanningen gevangengenomen. Israël doet een beroep op Jordanië om zich niet in de strijd te mengen, maar Jordanië heeft op 30 mei een defensieverdrag met Egypte gesloten en gaat aan de zijde van Egypte en Syrië aan de oorlog deelnemen. Israël neemt vervolgens de Westelijke Jordaanoever en Oost-Jeruzalem in. Na een felle strijd wordt de Oude Stad van Jeruzalem door Israël veroverd en ingelijfd. Aan het slot van de oorlog worden de strategisch belangrijke Golanhoogten onder grote verliezen maar gesteund door de inlichtingen van de Israëlische spion Eli Cohen ingenomen.
Na zes dagen van vijandelijkheden komt het tot een staakt-het-vuren. De Veiligheidsraad van de VN neemt in november resolutie 242 aan die oproept tot Israëlische terugtrekking uit bezette gebieden in ruil voor Arabische erkenning van Israël achter veilige grenzen.

### Afloop
Op 1 september 1967 komen de leiders der Arabische landen samen in de Conferentie van Khartoum om hun militaire nederlaag en de nieuwe situatie te bespreken en besluiten tot een driewerf 'nee': géén erkenning van Israël, géén onderhandelingen met Israël, géén vrede met Israël. De Veiligheidsraad van de Verenigde Naties vaardigt op 22 november 1967 resolutie 242 uit, waarin hij van Israël eist dat het zich terugtrekt uit 'de' in de Zesdaagse Oorlog bezette gebieden in de Franse versie, en uit in de Zesdaagse Oorlog bezette gebieden (zonder 'de') in de Engelse versie; en van alle partijen eist dat zij elkaar zullen erkennen en elkaars soevereiniteit zullen respecteren.
In 1968 worden 6000 Egyptische krijgsgevangenen in het geheim uitgewisseld tegen één Duits-Israëlische spion, Wolfgang Lotz.

### Sociale gevolgen
Door de inname van de Westelijke Jordaanoever kwamen ca. een miljoen Palestijnen onder Israëlische controle te wonen, hetgeen spanningen in de Israëlische samenleving veroorzaakte. In het publieke debat betoogden Moshe Dayan, Israël Galili en anderen dat de Palestijnen geïntegreerd moesten worden; Pinhas Sapir en anderen pleitten juist voor totale segregatie. Uiteindelijk won het kamp-Dayan de steun van de regering-Meir.
De Palestijnen werden in Israël ingezet als goedkope arbeidskrachten. Hun lonen stegen vergeleken met de eerdere situatie, maar bleven achter die bij van Israëlische arbeiders. De arbeid van Palestijnen in Israël stuitte op weerstand bij de radicalere zionisten, die Israël als een "exclusief Joods werk" zagen.

## Uitputtingsoorlog en Jom Kipoer 1973
Na de Zesdaagse Oorlog polariseert de situatie in het Midden-Oosten verder. Israël begint met de bouw van Joodse nederzettingen in de bezette gebieden. Palestijnen intensiveren de terreuraanvallen op Joodse doelen binnen en buiten Israël. Tussen Israël en zijn buurlanden, met name Syrië en Egypte, komt het regelmatig tot schermutselingen.
Op Grote Verzoendag (Jom Kipoer) in oktober 1973, een van de belangrijkste godsdienstige dagen in de Joodse kalender, openen Egypte en Syrië een verrassingsaanval op Israël om hun door Israël veroverde gebieden te heroveren. Israël weet de status quo grotendeels te behouden. Na drie Resoluties van de Veiligheidsraad op respectievelijk 22, 23 en 25 oktober wordt op 25 oktober een staakt-het-vuren van kracht.

## Vrede met Egypte 1979

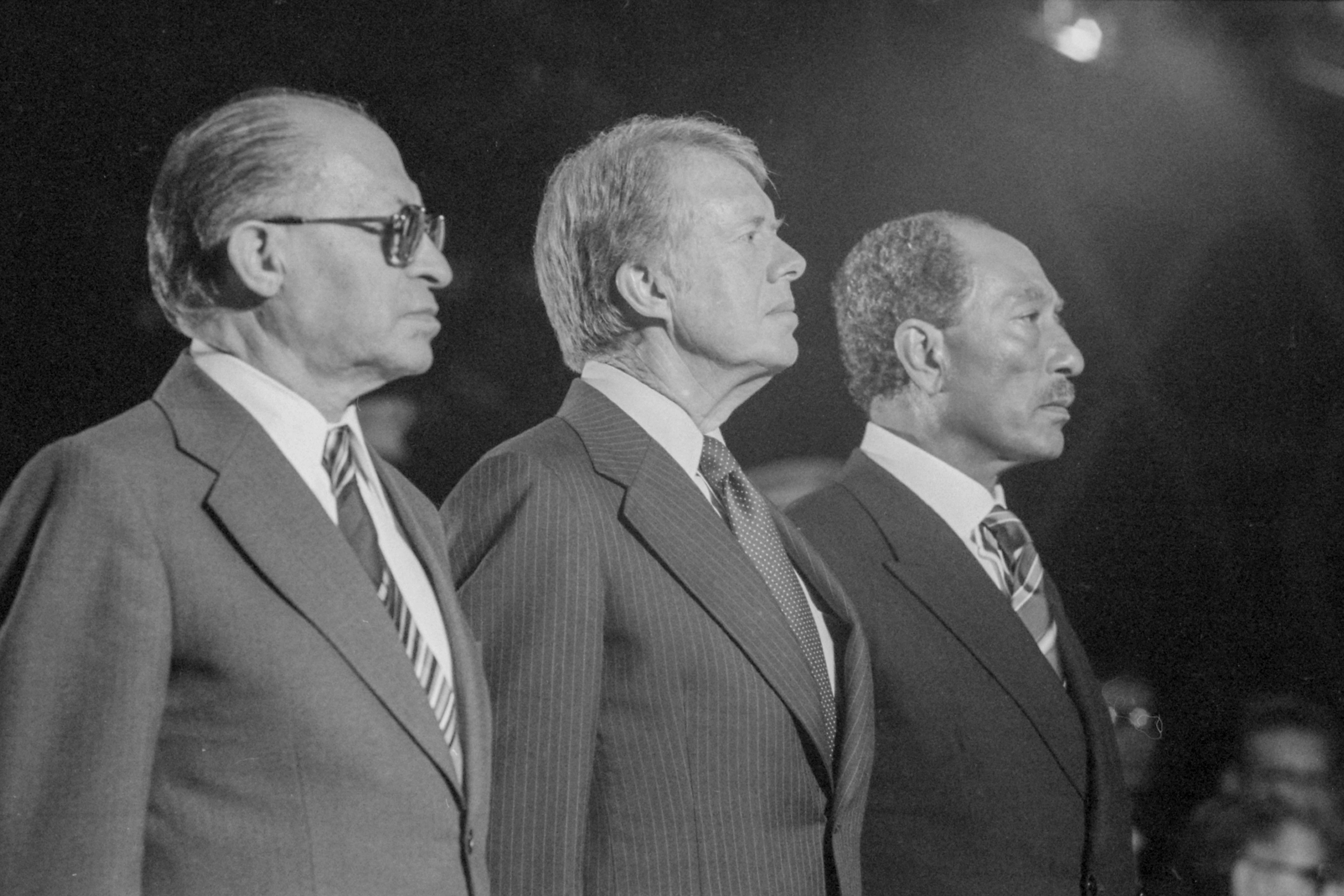
Van links naar rechts; Premier Menachem Begin van Israël, de Amerikaanse president James Carter en de Egyptische president Anwar Sadat op het buitenverblijf van Carter te Camp David, 1978.

Anwar Sadat, de Egyptische president, verbaast vriend en vijand in 1977 door een bezoek te brengen aan Israël en in Jeruzalem het parlement de Knesset toe te spreken. Door bemiddeling van de Verenigde Staten komen in 1978 onder leiding van president Jimmy Carter de Camp Davidakkoorden tot stand. Een vredesverdrag tussen Egypte en Israël volgt waarna Israël zich uit de Sinaï terugtrekt. Op 26 maart 1979 wordt de vrede getekend en is Egypte het eerste Arabische land dat Israël erkent. De vrede met Egypte heeft de uitstoting van het Arabische land uit de Arabische Liga tot gevolg en indirect leidt het tot de moordaanslag op Sadat.

## Jaren 1980 tot de Golfoorlog 1991
In 1981 annexeert Israël de Golanhoogvlakte nadat het eerder al Jeruzalem tot de ondeelbare en eeuwige hoofdstad van het land had gemaakt. Beide worden internationaal slechts zelden erkend hoewel enkele landen wel hun ambassades in Jeruzalem vestigen.
Een jaar later trekt Israël Libanon binnen als reactie op terreuraanvallen van de PLO en verjaagt het de PLO uit Beiroet. Twee dagen na de moord op de pas gekozen Libanese president Bashir Gemayel, trekken leden van Gemayels partij, de Falangisten met Israëlisch goedkeuren de Palestijnse vluchtelingenkampen Sabra en Shatila binnen om naar militanten te zoeken. Ze richtten daar echter een massamoord aan. Binnen- en buitenlandse verontwaardiging leidt tot een juridische onderzoekscommissie, die minister van Defensie Ariel Sharon dwingt tot aftreden. In 1983 trekt Israël zich terug uit Beiroet maar blijft aanwezig in het zuiden van Libanon samen met hun Libanese bondgenoten (SLA).
De wereldwijde Joodse immigratie naar Israël krijgt in 1984-85 een extra impuls wanneer onder de noemer Operatie Mozes veel Falasha's naar Israël komen. In 1987 breekt in de Gazastrook de intifada uit, een opstand van de Palestijnen tegen het Israëlisch gezag. De PLO en Hamas winnen veel steun in de bezette gebieden en ondanks pogingen van het Israëlisch leger lukt het niet de opstand geheel neer te slaan. Bij de Golfoorlog van 1991 wordt Israël het doelwit van aanvallen met SS-1 Scud ballastische raketten van het Irak van Saddam Hoessein die de Joodse staat in de oorlog tracht te betrekken om zodoende de Arabische wereld voor zich te winnen. Israël ziet onder Amerikaanse druk af van vergelding van de raketaanvallen, en MIM-104 Patriot luchtdoelraket-systemen uit onder meer de VS en Nederland wordt opgesteld om Israëlische steden te beschermen tegen het Iraakse vuur.

## Oslo-akkoorden 1993-1995 en vredesproces

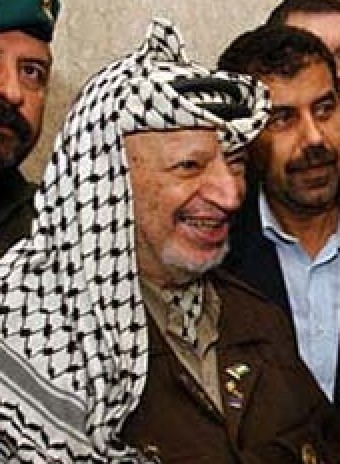
Voormalig PLO-leider en Nobelprijswinnaar Yasser Arafat.

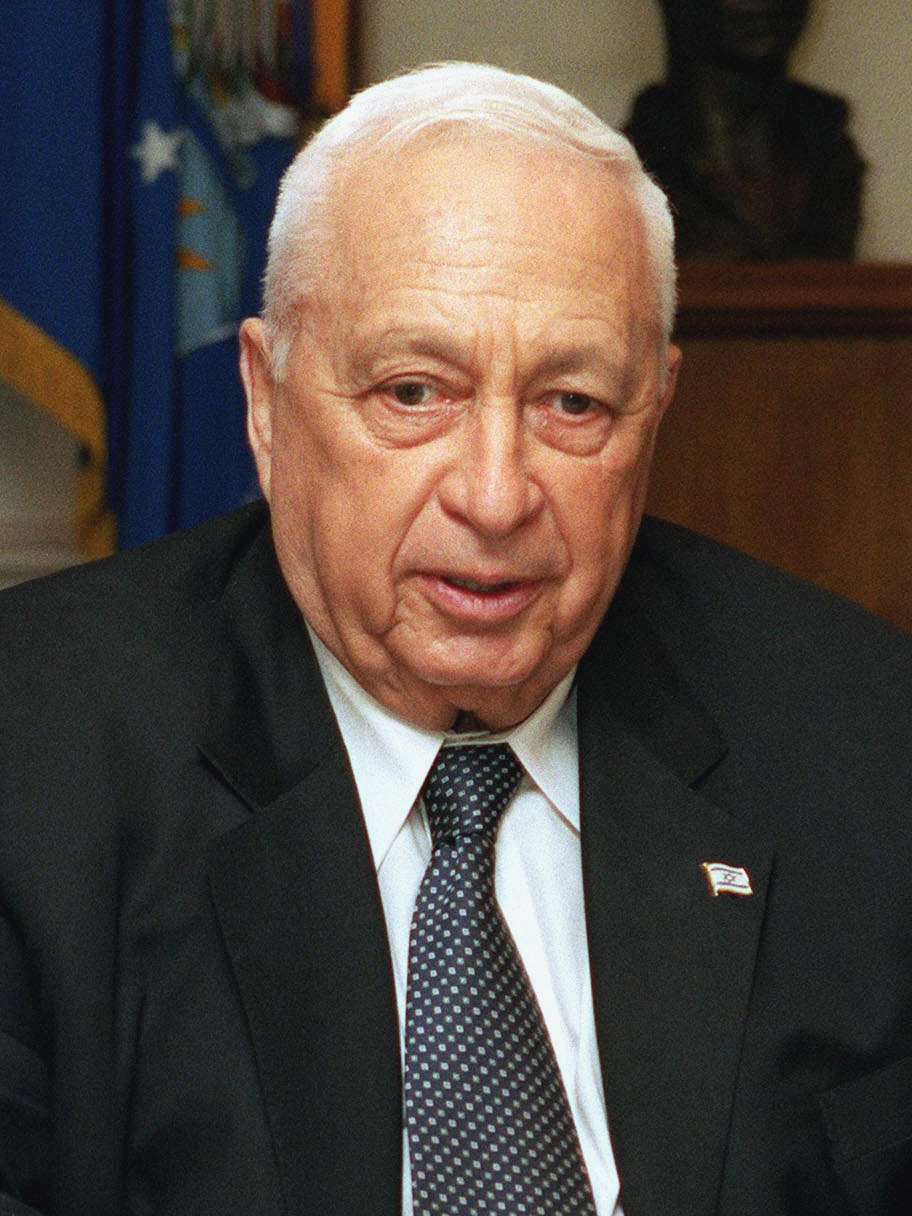
Ariel Sharon, premier van Israël van 2001 tot 2006. In het Pentagon, Washington D.C., 2002.

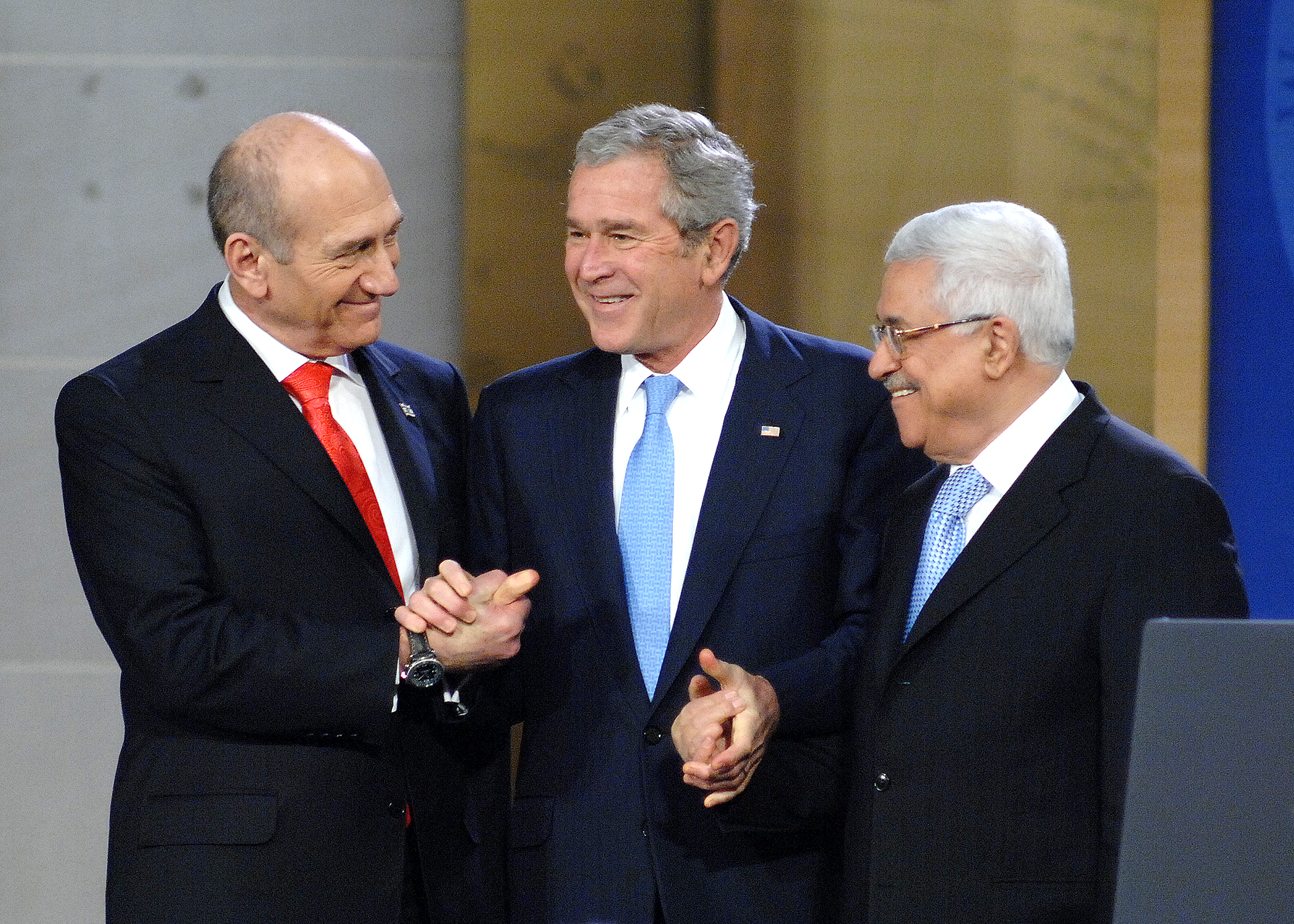
Van links naar rechts; premier Olmert van Israël, president Bush van de VS en Mahmoud Abbas, leider van de Palestijnse Autoriteit tijdens de conferentie van Annapolis in 2007

Na de Golfoorlog, waarbij de Palestijnen openlijk de zijde van Irak hadden gekozen, werden in 1993-95 in Oslo de Oslo-akkoorden gesloten waarbij de PLO door Israël werd erkend als behartiger van de belangen van de Palestijnen en de PLO op hun beurt beloofde het gewapend verzet tegen Israël te staken. De PLO erkende wel de staat Israël, maar Israël omgekeerd niet de staat Palestina (zoals deze in 1988 in Tunis was uitgeroepen op de Westelijke Jordaanoever en in de Gazastrook) (en zij heeft dat tot op heden niet gedaan). Onder de bepalingen van het akkoord werd de Palestijnse Autoriteit opgericht. Deze kreeg gefaseerd het beheer toegekend over de Palestijnse gebieden die Israël bezet hield. PLO-leider Yasser Arafat, de Israëlische premier Yitzchak Rabin en de Israëlische minister van buitenlandse zaken Shimon Peres ontvingen hiervoor in 1994 de Nobelprijs voor de Vrede. Met Jordanië werd op 26 oktober 1994 een vredesverdrag gesloten, waarbij Israël door Jordanië werd erkend. Premier Rabin werd in 1995 vermoord door een Joodse extremist.

## Verrechtsing
Vanaf 1996 verliep het vredesproces moeizaam. Benjamin Netanyahu werd de nieuwe minister-president en het aantal aanslagen door Hamas nam toe. In Zuid-Libanon voerde de Hezbollah aanvallen uit op de Israëlische bezettingsmacht. In 1998 sloten Benjamin Netanyahu en Yasser Arafat het Wye River Memorandum, een akkoord dat onder meer behelsde dat de PLO haar Handvest zou wijzigen, dat nog steeds de vernietiging van de Joodse staat voorstond. Verder werden er ook afspraken gemaakt over samenwerking tussen Israël en de Palestijnse Autoriteit op het gebied van terrorismebestrijding. Israël moest volgens dit akkoord 13% van het bezette gebied overdragen aan de Palestijnen.

## Tweede intifada (2000-2005)
In 2000 trok het Israëlische leger zich terug uit Zuid-Libanon. Volgens critici liet Israël hiermee hun Libanese bondgenoten (SLA) in de steek, die hierna werden overrompeld door Hezbollah. Vele SLA-leden vluchten naar Israël of kregen asiel in Europa. Het vertrek werd door de VN bevestigd. Hiermee voldeed Israël aan de wens van de VN. De betwiste Shebaa-boerderijen, die de Arabische wereld beschouwt als Libanees grondgebied, maar die door de VN als Syrisch worden gezien, werden wel bezet gehouden. Tijdens de Camp David-topontmoeting van 2000 kwamen de Israëlische regering van Ehud Barak en de Palestijnen bijna tot overeenstemming: Israël bood de Palestijnse Autoriteit (PA), uitgesmeerd over een periode van 25 jaar 91% aan van het grondgebied dat de Palestijnen opeisen, waaronder delen van Oost-Jeruzalem. Daarnaast werd Palestijnse vluchtelingen weliswaar financiële compensatie aangeboden, maar geen recht op terugkeer naar plaatsen binnen Israël. Op het laatste moment wees Yasser Arafat van de PA het akkoord af en mislukte de ontmoeting. De Amerikaanse president Bill Clinton legt de schuld van de mislukking geheel bij Arafat.

##### Andere lezing
Mr. Dries van Agt schetst een heel ander beeld in zijn boek: Een schreeuw om recht, de tragedie van het Palestijnse volk. Hij laat Robert Malley aan het woord, een lid van het team van president Clinton. Zo deden de Palestijnen wel degelijk concessies met betrekking tot de illegale nederzettingen. Maar zij wilden gecompenseerd worden in grond (kwaliteit en kwantiteit). Omtrent de vluchtelingen/ etnisch gezuiverden viel met Israël niet te spreken over een symbolisch getal Palestijnen dat zou mogen terugkeren, noch over een erkenning van hun leed.
Over de genoemde 91% valt te zeggen dat daarbij de vruchtbare Jordaanvallei niet werd meegerekend, Israël wilde die voor onbepaalde tijd behouden als veiligheidszone (en heeft er talrijke landbouwnederzettingen gebouwd). Tot zover de "andere lezing".
Oppositieleider Ariel Sharon bracht een bezoek aan de Tempelberg in Jeruzalem op 28 september 2000 en een dag later braken onlusten uit die leidden tot de Tweede Intifada, de Al-Aqsa Intifada genoemd. In 2002 zegde de Amerikaanse president George W. Bush voor de eerste maal directe steun toe bij de vorming van een onafhankelijke Palestijnse staat "die in vrede naast een veilig Israël" moet bestaan. Onder Bush' leiding werd het zogenaamde Road Map for Peace uiteengezet, een plan dat tot definitieve vrede moet leiden. De eerste fase van dit plan, een beëindiging van het geweld in de regio, bleek echter onhaalbaar en het plan bloedde dood.

### Westoeverbarrière
In 2002 begon Israël met de bouw van een barrière, de meeste delen in de vorm van een hekwerk en voor een tiende muur, langs de grens met de Westoever en Gaza. Op vele plaatsen loopt deze buiten de zg. "Groene lijn" en op enkele plaatsen zelfs tot diep in Palestijns grondgebied. In 2004 verklaarde het Internationaal Gerechtshof de barrière illegaal volgens internationaal recht : zij moet worden afgebroken en landen, die het Hof erkennen, zijn gehouden de staat Israël daartoe te brengen. Sharon werd tot premier gekozen en zijn regering stelde dat de barrière de veiligheid van Israël zou vergroten. Cijfers over scherpe daling van het aantal terreuraanslagen die vanuit de Palestijnse gebieden op Israël worden gepleegd gaven aan deze stelling kracht.

### Ontruiming van de Gazastrook 2005
In 2004 stemde de Knesset in met het plan van de regering-Sharon tot terugtrekking uit de Gazastrook en ontmanteling van de Joodse nederzettingen aldaar. Vooral vanuit Joods-orthodoxe hoek bestond grote weerstand tegen het plan maar een jaar later werd het plan uitgevoerd.
Israël weigert over deze terugtrekking met de Palestijnen te onderhandelen en stelt daarentegen een blokkade van de Gaza-strook in
De regering van Sharon viel echter en Sharon richtte zijn eigen politieke partij op, Kadima geheten. In 2006 raakte Sharon in een diepe coma en na een overgangsperiode werd Ehud Olmert de nieuwe premier.

## Hamas en Libanese oorlog 2006

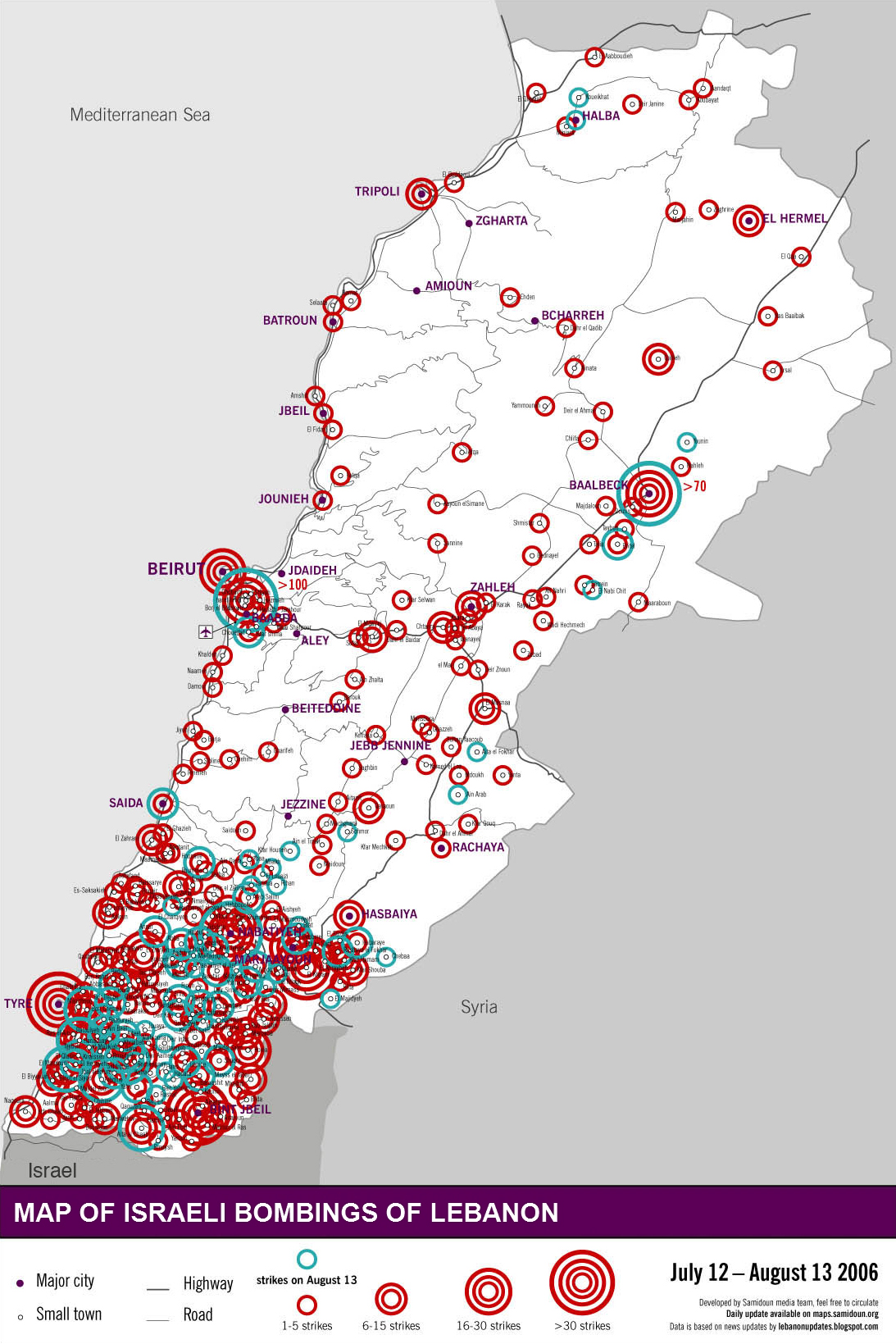
Gebombardeerde locaties in Libanon tussen 12 juli en 13 augustus 2006

De verkiezingen in de Palestijnse gebieden in 2006 werden gewonnen door de fundamentalistisch-islamistische Hamas. Dit leidde tot een economische en politieke boycot van de Palestijnse Autoriteit door Israël, de VS en de EU die Hamas als een terroristische organisatie aanmerken. Na een aanval door de Libanese beweging Hezbollah op een Israëlische grenspost, waarbij drie Israëlische soldaten werden gedood en twee werden ontvoerd, en raketbeschietingen op Israëlische doelen, begon het Israëlische leger met een vergeldingsaanval op Hezbollah, waarbij ruim 1100 Libanese doden vielen. De gevechten waren enkel met Hezbollah. Het Libanese leger hield zich afzijdig. In Noord-Israël komen 1500 katjoesjaraketten neer; Israël zag echter geen kans deze raketbeschietingen te stoppen. De Israëlisch-Libanese oorlog van 2006 leidde tot grote binnenlandse problemen voor Olmert.

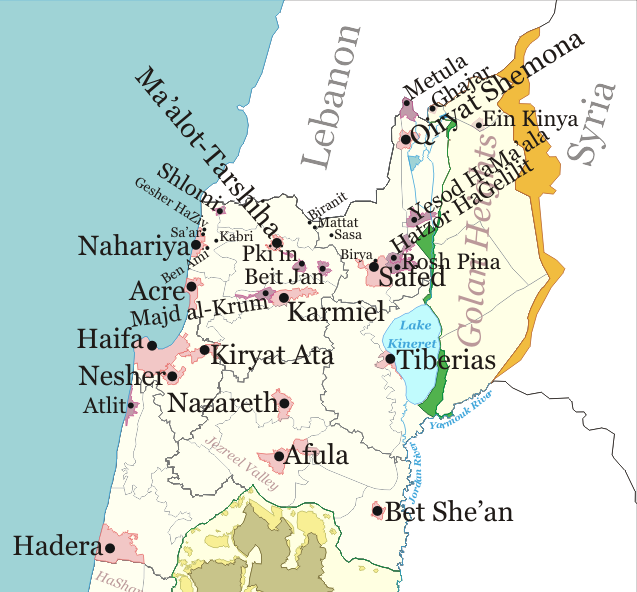
Ingeslagen Hezbollah raketten in Noord-Israël

 Ook in het zuiden van Israël wordt de bevolking geconfronteerd met voortdurende raketbeschietingen, ditmaal vanuit de Gazastrook, die door Hamas wordt gecontroleerd. Sderot heeft het hierbij het zwaarst te verduren.

In november 2007 werd in de Amerikaanse stad Annapolis een conferentie gehouden tussen Israël, de Palestijnse Autoriteit en diverse Arabische landen die ook vertegenwoordigers sturen. President Bush riep deze conferentie bijeen met het doel om voor het einde van 2008 een onafhankelijke Palestijnse staat te scheppen.

## Oorlog Hamas-Israël
Israël werd in de ochtend van 7 oktober 2023 overrompeld door een aanval van Hamas. Israël sloeg daarop hard terug in de Gazastrook.